# استیون ساندی
استیون ساندی (انگلیسی: Stephen Sunday؛ زادهٔ ۱۷ سپتامبر ۱۹۸۸) بازیکن فوتبال اهل نیجریه است.
از باشگاه‌هایی که در آن بازی کرده‌است می‌توان به باشگاه فوتبال نومانسیا، باشگاه فوتبال رئال بتیس، باشگاه فوتبال اوساسونا، باشگاه فوتبال بنی سخنین، رئال سالت لیک، باشگاه فوتبال زسکا صوفیه، باشگاه فوتبال والنسیا، و باشگاه فوتبال آلانیا اسپور اشاره کرد.
وی همچنین در تیم‌های ملی فوتبال زیر ۱۹ سال اسپانیا، زیر ۲۰ سال اسپانیا، زیر ۲۱ سال اسپانیا، و نیجریه بازی کرده‌است.